# تیمیان
تیمیان (به انگلیسی: Thymian)
رده درمانی: داروهای گیاهی تنفسی
اشکال دارویی: شربت

## موارد مصرف
شربت تیمیان به عنوان ضد سرفه و خلط‌آور بکار می‌رود. مصرف خوراکی در عفونت دستگاه تنفسی فوقانی، مشکلات گوارشی، آسم، لارنژیت، گاستریت حاد و سیاه سرفه، مصرف خارجی این دارو به عنوان دهان شویه در التهابات دهان و گلو، خارش و درماتیت می‌باشد.

## مکانیسم اثر
این شربت حاوی عصاره گیاهان آویشن، مرزه، رازیانه و اکالیپتوس می‌باشد. اسانس وعصاره آویشن (Thyme) دارای اثر ضد عفونی‌کننده قوی و ضدسرفه در عین حال سمیت کم می‌باشد. در مطالعات حیوانی ثابت شده‌است که اثرات ضد اسپاسمی مربوط به فلاون و اثرات خلط‌آور مرتبط با ترپن‌ها می‌باشد.

## عوارض جانبی
حساسیت به ترکیبات آن.